# Grüne Strandschrecke
Die Grüne Strandschrecke (Aiolopus thalassinus) ist eine Art der Kurzfühlerschrecken und gehört zur Unterfamilie der Ödlandschrecken. Es handelt sich um die einzige in Mitteleuropa vorkommende Art der Gattung Aiolopus.

## Verbreitung
Von der Grünen Strandschrecke gibt es Fundmeldungen aus Süd- und Südosteuropa, aus Asien bis nach Indien und Nepal, sowie aus dem gesamten afrikanischen Kontinent. In Deutschland erreicht sie die Nordgrenze ihrer Verbreitung und wurde bisher nur im Oberrheintal gefunden.

## Erkennungsmerkmale
Die Grüne Strandschrecke ähnelt im Aussehen eher den Grashüpfern als den übrigen Ödlandschrecken, besitzt allerdings keine Halsschildseitenkiele. Auch durch den Bau der Stridulationsorgane ist ihre Zugehörigkeit zu den Oedipodinae erkennbar. Die Körperlänge beträgt beim Männchen 15 bis 20 mm, beim Weibchen 21 bis 30 mm. Sie hat lange Flügel und kann relativ gut fliegen. Meist besitzt sie eine grüne Grundfärbung, es gibt aber auch Populationen mit ausschließlich braun-schwarz gefärbten Tieren. Die Vorderflügel haben eine auffällige schwarz-weiße Bänderung. Die Hinterschienen sind an der Basis schwarz-weiß gefärbt, zum Ende hin rot oder auch gelb.

## Lebensraum und Lebensweise
Typischer Lebensraum dieser Art sind Ufer kleiner stehender Gewässer. Sie ist meist auf offenem, nur spärlich bewachsenem Boden zu finden, wo Trockengebiete an Feuchtgebiete grenzen. Viele Fundorte liegen in Sand- oder Tongruben. Zur Eiablage scheint sandiger oder toniger Boden notwendig zu sein. Erwachsene Tiere findet man von Juli bis Oktober.

## Häufigkeit und Gefährdung in Deutschland
In Deutschland ist die Grüne Strandschrecke nur in den Bundesländern Rheinland-Pfalz, Baden-Württemberg, Saarland und Hessen vertreten. Ursprüngliche Lebensräume wie Flussauen mit natürlich entstandenen Sandbänken sind allerdings praktisch keine mehr vorhanden, die Art bewohnt daher in der Hauptsache Sekundärbiotope wie Sand-, Kies- oder Tongruben. Durch ihre gute Flugfähigkeit ist sie in der Lage, neu entstandene Biotope relativ schnell zu besiedeln. In den 1990er Jahren konnte infolge einer Reihe warmer Jahre eine deutliche Ausbreitungstendenz festgestellt werden. Da die Lebensräume nach der Nutzungsaufgabe aber meist durch natürliche Sukzession relativ schnell verbuschen und zuwachsen oder durch Rekultivierungsmaßnahmen zerstört werden, ist die Art in ihrem Bestand dennoch stark gefährdet.